# Tatsuki Suzuki
Tatsuki Suzuki (鈴木 竜生, Suzuki Tatsuki), né le 24 septembre 1997 à Chiba, est un pilote de vitesse moto japonais.

## Carrière
Suzuki fait ses débuts en Grand Prix en 2015 dans le championnat du monde Moto3 avec CIP au guidon d'une Mahindra, aux côtés de Remy Gardner. Il obtient son meilleur résultat à Silverstone avec une 10e place, puis marque un autre point lors sa course à domicile avec une 13e place. Suzuki reste avec la même équipe pour 2016, et marque sept points avec comme meilleur résultat une 11e place au Sachsenring.

## Statistiques de carrière

### Course de motos Grand Prix

#### Par saison
| Saison | Catégorie | Constructeur | Équipe               | Course | Victoire | Podium | Pole | M.tour | Pts | Classement |
| ------ | --------- | ------------ | -------------------- | ------ | -------- | ------ | ---- | ------ | --- | ---------- |
| 2015   | Moto3     | Mahindra     | CIP                  | 18     | 0        | 0      | 0    | 0      | 9   | 28e        |
| 2016   | Moto3     | Mahindra     | CIP – Unicom Starker | 18     | 0        | 0      | 0    | 0      | 16  | 27e        |
| 2017   | Moto3     | Honda        | SIC58 Squadra Corse  | 18     | 0        | 0      | 0    | 0      | 71  | 14e        |
| 2018   | Moto3     | Honda        | SIC58 Squadra Corse  | 17     | 0        | 0      | 0    | 0      | 71  | 14e        |
| 2019   | Moto3     | Honda        | SIC58 Squadra Corse  | 19     | 1        | 2      | 1    | 2      | 124 | 8e         |
| 2020   | Moto3     | Honda        | SIC58 Squadra Corse  | 13     | 1        | 2      | 3    | 0      | 83  | 12e        |
| 2021   | Moto3     | Honda        | SIC58 Squadra Corse  | 18     | 0        | 0      | 2    | 1      | 76  | 14e        |
| 2022   | Moto3     | Honda        | Leopard Racing       | 20     | 0        | 3      | 1    | 0      | 129 | 7e         |
| 2023   | Moto3     | Honda        | Leopard Racing       | 12     | 1        | 1      | 0    | 0      | 50  | 19e        |
| Total  |           |              |                      | 153    | 3        | 8      | 7    | 3      | 629 |            |

#### Statistiques par catégorie
| Catégorie | Saison             | 1er GP   | 1er podium | 1re victoire | Course | Victoire | Podium | Pole | M.tour | Pts | Classement |
| --------- | ------------------ | -------- | ---------- | ------------ | ------ | -------- | ------ | ---- | ------ | --- | ---------- |
| Moto3     | 2015-présent       | QAT 2015 | ESP 2019   | SMR 2019     | 153    | 3        | 8      | 7    | 3      | 629 | 0          |
| Total     | 2015 à aujourd'hui |          |            |              | 153    | 3        | 8      | 7    | 3      | 629 | 0          |

#### Courses par année
Légende : les courses en gras indiquent la pole position, les courses en italiques indiquent le tour le plus rapide.
| Année | Catégorie | Constructeur | 1       | 2       | 3       | 4       | 5       | 6       | 7       | 8       | 9       | 10      | 11      | 12      | 13      | 14      | 15      | 16      | 17      | 18      | 19      | 20     | Pos | Pts |
| ----- | --------- | ------------ | ------- | ------- | ------- | ------- | ------- | ------- | ------- | ------- | ------- | ------- | ------- | ------- | ------- | ------- | ------- | ------- | ------- | ------- | ------- | ------ | --- | --- |
| 2015  | Moto3     | Mahindra     | QAT 23  | AME Ab. | ARG 27  | SPA 23  | FRA Ab. | ITA Ab. | CAT 22  | NED Ab. | GER Ab. | IND 23  | CZE 20  | GBR 10  | RSM Ab. | ARA 16  | JPN 13  | AUS Ab. | MAL 21  | VAL Ab. |         |        | 28e | 9   |
| 2016  | Moto3     | Mahindra     | QAT 28  | ARG 27  | AME 19  | SPA 15  | FRA 15  | ITA 19  | CAT 14  | NED Ab. | GER 11  | AUT Ab. | CZE 13  | GBR 25  | RSM Ab. | ARA 21  | JPN 15  | AUS 13  | MAL Ab. | VAL 18  |         |        | 27e | 16  |
| 2017  | Moto3     | Honda        | QAT 15  | ARG 8   | AME Ab. | SPA Ab. | FRA Ab. | ITA Ab. | CAT 10  | NED 8   | GER 9   | CZE 8   | AUT Ab. | GBR 11  | RSM Ab. | ARA 13  | JPN 4   | AUS 9   | MAL Ab. | VAL 11  |         |        | 14e | 71  |
| 2018  | Moto3     | Honda        | QAT DNS | ARG 21  | AME 9   | SPA 6   | FRA 9   | ITA 17  | CAT 5   | NED 13  | GER Ab. | CZE 14  | AUT 18  | GBR C   | RSM Ab. | ARA 6   | THA Ab. | JPN 15  | AUS 4   | MAL 9   | VAL Ab. |        | 14e | 71  |
| 2019  | Moto3     | Honda        | QAT Ab. | ARG 13  | AME Ab. | SPA 2   | FRA Ab. | ITA 8   | CAT 19  | NED Ab. | GER 8   | CZE Ab. | AUT Ab. | GBR 5   | RSM 1   | ARA 6   | THA Ab. | JPN 4   | AUS 4   | MAL Ab. | VAL 4   |        | 8e  | 124 |
| 2020  | Moto3     | Honda        | QAT 5   | SPA 8   | ANC 1   | CZE Ab. | AUT 10  | STY 7   | RSM 3   | EMI DNS | CAT     | FRA Ab. | ARA 8   | TER Ab. | EUR Ab. | VAL Ab. | POR Ab. |         |         |         |         |        | 12e | 83  |
| 2021  | Moto3     | Honda        | QAT 8   | DOA 12  | POR Ab. | SPA Ab. | FRA Ab. | ITA 10  | CAT Ab. | GER 8   | NED 5   | STY 15  | AUT 11  | GBR 5   | ARA 9   | RSM 15  | AME 9   | EMI Ab. | ALR 9   | VAL Ab. |         |        | 14e | 76  |
| 2022  | Moto3     | Honda        | QAT Ab. | IND 10  | ARG 5   | AME 10  | POR 12  | ESP Ab. | FRA 5   | ITA 3   | CAT 3   | GER 5   | NED 4   | GBR Ab. | AUT 2   | RSM 6   | ARA 12  | JAP Ab. | THA Ab. | AUS Ab. | MAL Ab. | VAL 15 | 7e  | 129 |
| 2023  | Moto3     | Honda        | POR 14  | ARG 1   | AME Ab. | SPA 8   | FRA 13  | ITA Ab. | GER     | NED     | GBR Ab. | AUT 13  | CAT 8   | RSM 15  | IND Ab. | JPN Ab. | INA     | AUS     | THA     | MAL     | QAT     | VAL    | 19e | 50  |

Système d’attribution des points
| Position | 1er | 2e | 3e | 4e | 5e | 6e | 7e | 8e | 9e | 10e | 11e | 12e | 13e | 14e | 15e |
| Points   | 25  | 20 | 16 | 13 | 11 | 10 | 9  | 8  | 7  | 6   | 5   | 4   | 3   | 2   | 1   |

| Couleur | Résultat                     |
| ------- | ---------------------------- |
| Or      | Vainqueur                    |
| Argent  | 2e place                     |
| Bronze  | 3e place                     |
| Vert    | Terminé, dans les points     |
| Bleu    | Terminé, pas dans les points |
| Violet  | Abandon (Ab.) ou (Ret)       |
| Violet  | Non classé (NC)              |
| Rouge   | Pas qualifié (DNQ)           |
| Noir    | Disqualifié (DSQ)            |
| Blanc   | Pas au départ (DNS)          |
| Blanc   | Forfait (WD)                 |
| Blanc   | N'a pas participé (DNP)      |
| Blanc   | Blessé (INJ)                 |
| Blanc   | Exclu (EX)                   |
| Blanc   | Course annulée (C)           |

## Palmarès

### Victoires en Moto3: 3
| Année | Lieu du Grand Prix             | Circuit                               | Ville                |
| ----- | ------------------------------ | ------------------------------------- | -------------------- |
| 2019  | Grand Prix moto de Saint-Marin | Misano World Circuit Marco Simoncelli | Misano               |
| 2020  | Grand Prix moto d'Andalousie   | Circuit permanent de Jerez            | Jerez de la Frontera |
| 2023  | Grand Prix moto d'Argentine    | Autódromo Termas de Río Hondo         | Termas de Río Hondo  |